# (18182) Wiener
(18182) Wiener  es un asteroide perteneciente al cinturón de asteroides, descubierto el 27 de agosto de 2000 por Petr Pravec y Peter Kušnirák desde el Observatorio de Ondřejov, en República Checa.

## Designación y nombre
Wiener se designó inicialmente como 2000 QC35.
Más adelante fue nombrado en honor al matemático estadounidense  Norbert Wiener (1894-1964).

## Características orbitales
Wiener orbita a una distancia media del Sol de 2,8328 ua, pudiendo acercarse hasta 2,8280 ua y alejarse hasta 2,8376 ua. Tiene una excentricidad de 0,001683571887410709 y una inclinación orbital de 1,0518° grados. Emplea en completar una órbita alrededor del Sol 1741 días.

## Características físicas
Su magnitud absoluta es 14,6.